# 茂木敏充
茂木 敏充（もてぎ としみつ、1955年〈昭和30年〉10月7日 - ）は、日本の政治家。自由民主党所属の衆議院議員（11期）、自由民主党栃木県支部連合会会長。

## 来歴

### 生い立ち
栃木県出身。足利市立北郷小学校月谷分校に1年生から4年生まで通う。5年生から同小学校本校に通った。栃木県立足利高等学校、東京大学経済学部卒業。大学卒業後、丸紅、読売新聞社に勤務。その後ハーバード大学ケネディ行政大学院に留学し、公共政策を学んだ。行政学修士を取得後、帰国してマッキンゼー・アンド・カンパニー入社。1992年、マッキンゼー・アンド・カンパニー幹部の大前研一が代表を務める平成維新の会事務局長に就任した。

### 政界入り

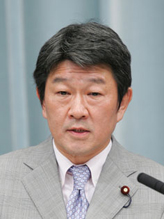
2008年、福田康夫改造内閣での入閣時の会見にて

1993年、第40回衆議院議員総選挙に日本新党公認で旧栃木2区から出馬し、トップ当選。
翌1994年の日本新党解党に際しては新進党結党には参加せず、無所属を経て1995年に自由民主党に入党。
1996年の第41回衆議院議員総選挙では小選挙区比例代表並立制の導入に伴い栃木5区から出馬し、当選。２期目。
1999年、小渕第2次改造内閣で通商産業政務次官に任命され、第1次森内閣まで務める。
2002年、第1次小泉第1次改造内閣で外務副大臣に就任。
2003年、第1次小泉第2次改造内閣では、当選僅か3回で内閣府特命担当大臣（沖縄及び北方対策、個人情報保護、科学技術政策）及び情報通信技術担当大臣に任命され、第2次小泉内閣まで務めた。
2007年、日朝国交正常化を目指す議員連盟「自民党朝鮮半島問題小委員会」の立ち上げに参加し、同議連幹事長に就任。
2008年、福田康夫改造内閣で内閣府特命担当大臣（金融）として入閣し、併せて行政改革と公務員制度改革も担当した。
2009年の第45回衆議院議員総選挙では与党に猛烈な逆風が吹き荒れる中、栃木5区で民主党の富岡芳忠を破り6選したが、初めて対立候補に比例復活を許した（富岡は比例北関東ブロックで復活）。
2011年9月、自由民主党政務調査会長に就任（ - 2012年9月）。
2012年9月、自由民主党日本経済再生本部の事務総長に就任。
2012年12月の第46回衆議院議員総選挙では、民主党からみんなの党に鞍替えした富岡に比例復活さえ許さない大差をつけ、7回目の当選。

### 政権奪還後

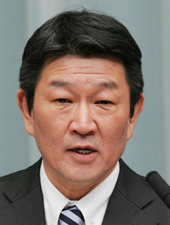
2012年、第2次安倍内閣での入閣時の会見にて

第2次安倍内閣で経済産業大臣、内閣府特命担当大臣（原子力損害賠償支援機構）、原子力経済被害担当大臣、産業競争力担当大臣として入閣した。
2014年9月、内閣改造により経産大臣を退任し、自由民主党選挙対策委員長に就任。
2014年12月、第47回衆議院議員総選挙で8選。
2016年8月の自民党役員人事で、4年ぶりに自由民主党政務調査会長となる。
2017年8月3日、第3次安倍第3次改造内閣において、経済再生担当大臣、人づくり革命担当大臣、内閣府特命担当大臣（経済財政政策）に就任し、4度目の入閣を果たす。10月の第48回衆議院議員総選挙で9選。
2017年11月1日、第4次安倍内閣で経済再生担当大臣、人づくり革命担当大臣並びに内閣府特命担当大臣（経済財政政策）に再任。
2018年8月9日から8月10日まで、同年4月の日米首脳会談で議題となった「自由で公正かつ相互的な貿易取引のための協議」の閣僚級会合を行うために訪米。ロバート・ライトハイザーアメリカ合衆国通商代表と第1回会合を持つ。以降、翌年にかけて断続的に行われた日米貿易交渉を担当した。
2018年10月2日、第4次安倍改造内閣で経済再生・経済財政担当大臣に留任し、新設された「全世代型社会保障改革担当大臣」も兼務した。

### 外務大臣就任

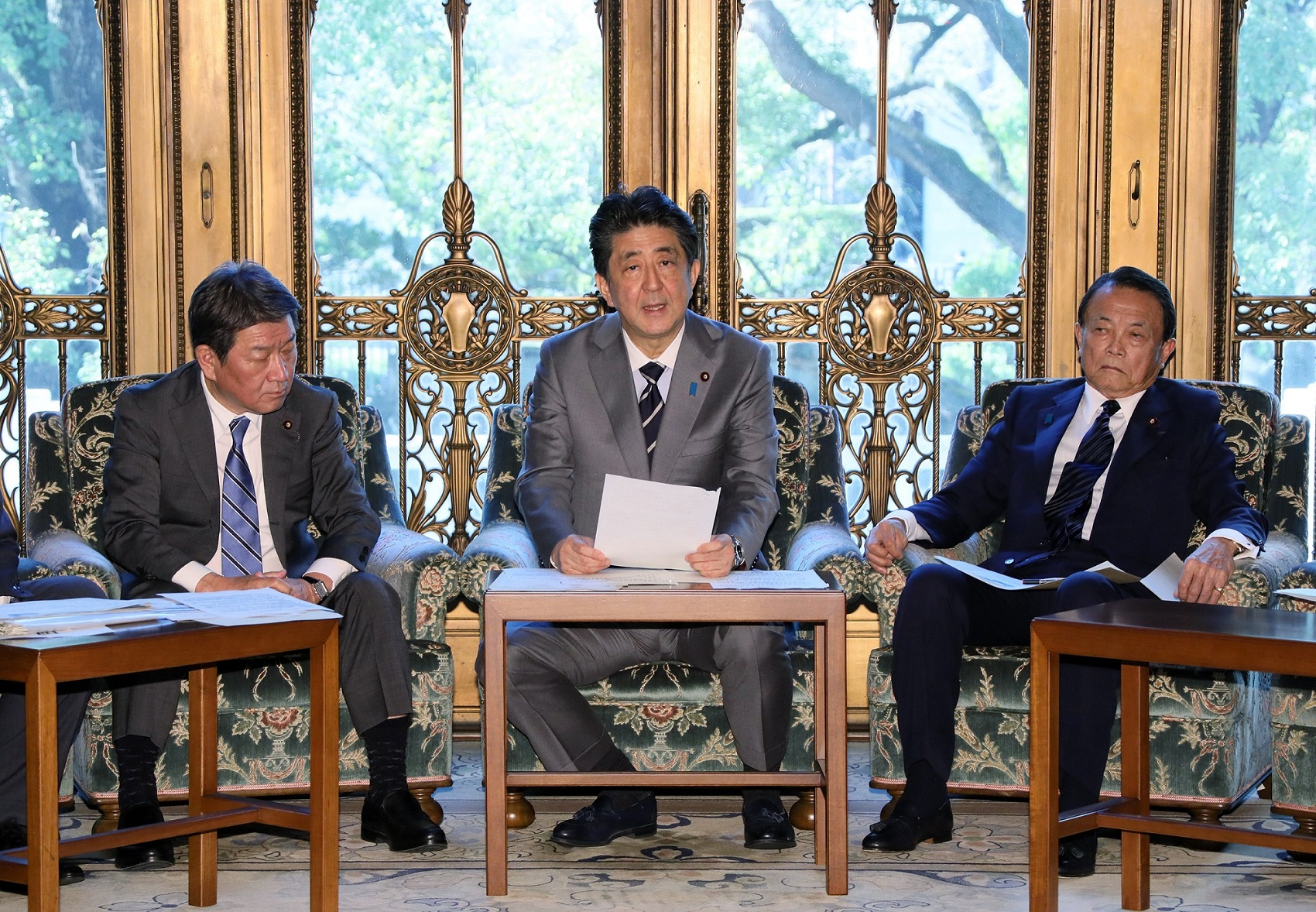
2020年、国会内で開かれた閣僚会議にて

2019年9月11日、TPP11の困難な交渉を妥結に導いたことが評価され、外務大臣に就任。
2020年9月16日に成立した菅義偉内閣で外務大臣に再任。翌年10月4日に成立した第1次岸田内閣でも再任となった。
尖閣周辺での日本漁船の操業を中国主権の侵害であるかの如く主張する王毅外相の発言を受け流したとして、11月24日の日中共同発表に於ける茂木の対応を批判する声が自民党外交部会で上がった。王毅発言の直後に茂木は、相手国語により”谢谢”と感謝の言葉を述べている。この理由について、佐藤正久自民党外交部長が11月26日にフジプライムニュースに出演した際に、「同時通訳が無く、フレーズごとの翻訳であったために、茂木外相は何を言っているか理解できていなかった」と語っている。
2021年3月16日、防衛大臣岸信夫と共に米国務長官アントニー・ブリンケン、同国国防長官ロイド・オースティンと外務・防衛の閣僚協議である2プラス2に臨んだ。会談では中国の海洋進出やウイグルでの人権問題に懸念を表明し、また日米同盟の抑止力や対処力を一層強化していくことで一致し、両国が主導する形で、「自由で開かれたインド太平洋」を維持・発展させていく重要性を確認した。

### 自由民主党幹事長・平成研究会会長就任
2021年10月31日、第49回衆議院議員総選挙で当選 (10期目)。小選挙区で落選し、引責辞任した甘利明の後任として、自民党総裁の岸田文雄から幹事長を命じられた。11月4日に自民党幹事長（第55代）に就任した。11月25日、竹下亘が死去したことによって空席となっていた平成研究会の領袖に就任し、竹下派が茂木派となった。
2024年4月17日、茂木派（44人）は党本部で会合を開き、政治団体としての届け出を取り下げる方針を決めた。
同年9月4日、任期満了に伴う自民党総裁選挙への立候補を正式に表明した。幹事長としての職務権限は5日から岸田総裁に移譲された。9月12日、自民党総裁選挙が告示され、旧茂木派からは茂木、加藤勝信の2人が立候補した。石破茂、高市早苗、小泉進次郎の3人が競り合う構図が固まった終盤、麻生太郎は9月25日に茂木と「反石破」での連携を確認し、旧茂木派議員の一部も取り込んだ。9月27日総裁選執行。茂木は9人中6位で落選した。高市が得票数1位で決選投票へ進むも、岸田の後押しを受けた石破に敗れた。茂木は決選投票については、下野新聞の取材に対し、投票先を公表しなかった。
2024年10月27日、第50回衆議院議員総選挙で当選（11期目）。

## ギャラリー

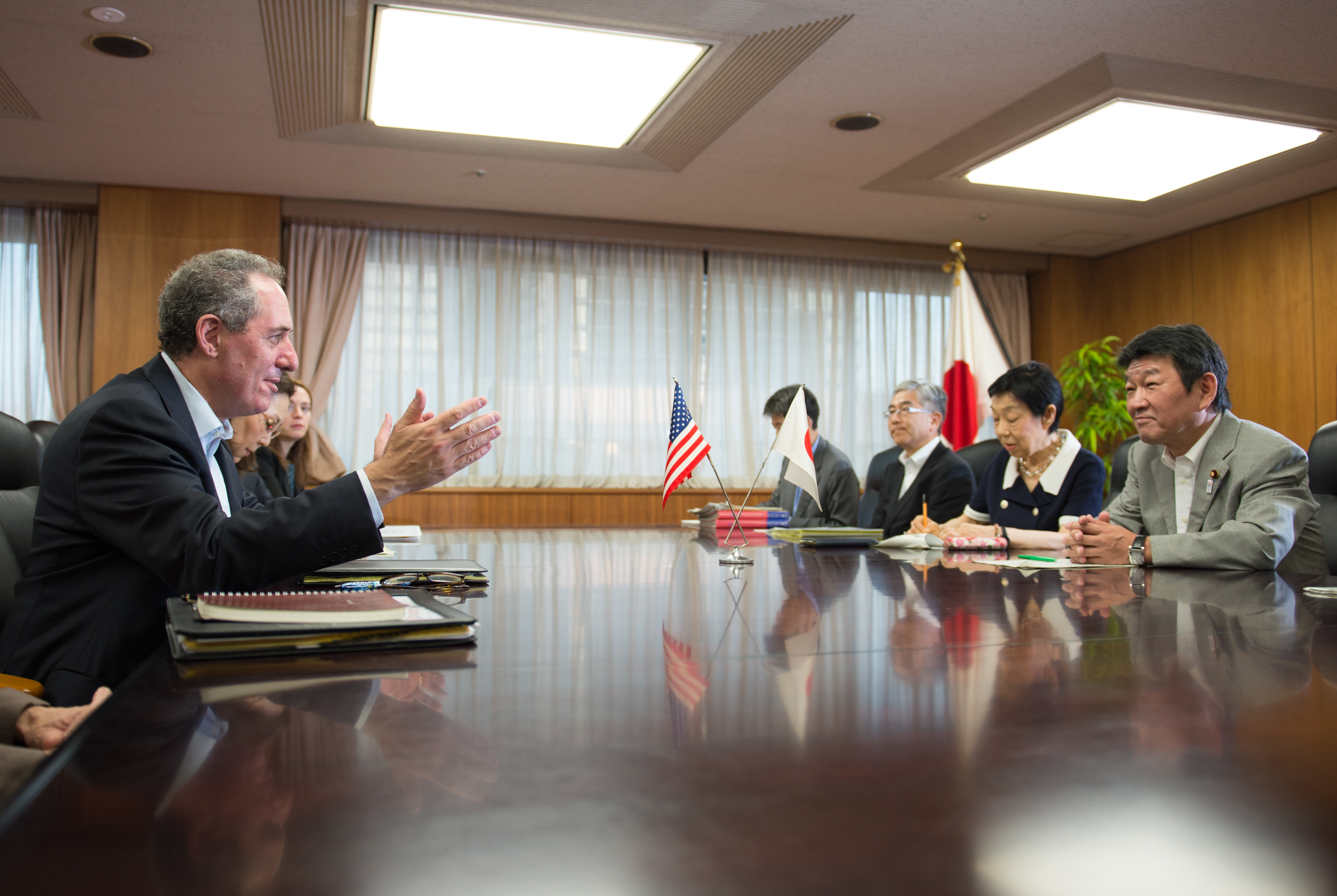
米国のマイケル・フロマン通商代表と（2013年8月18日）
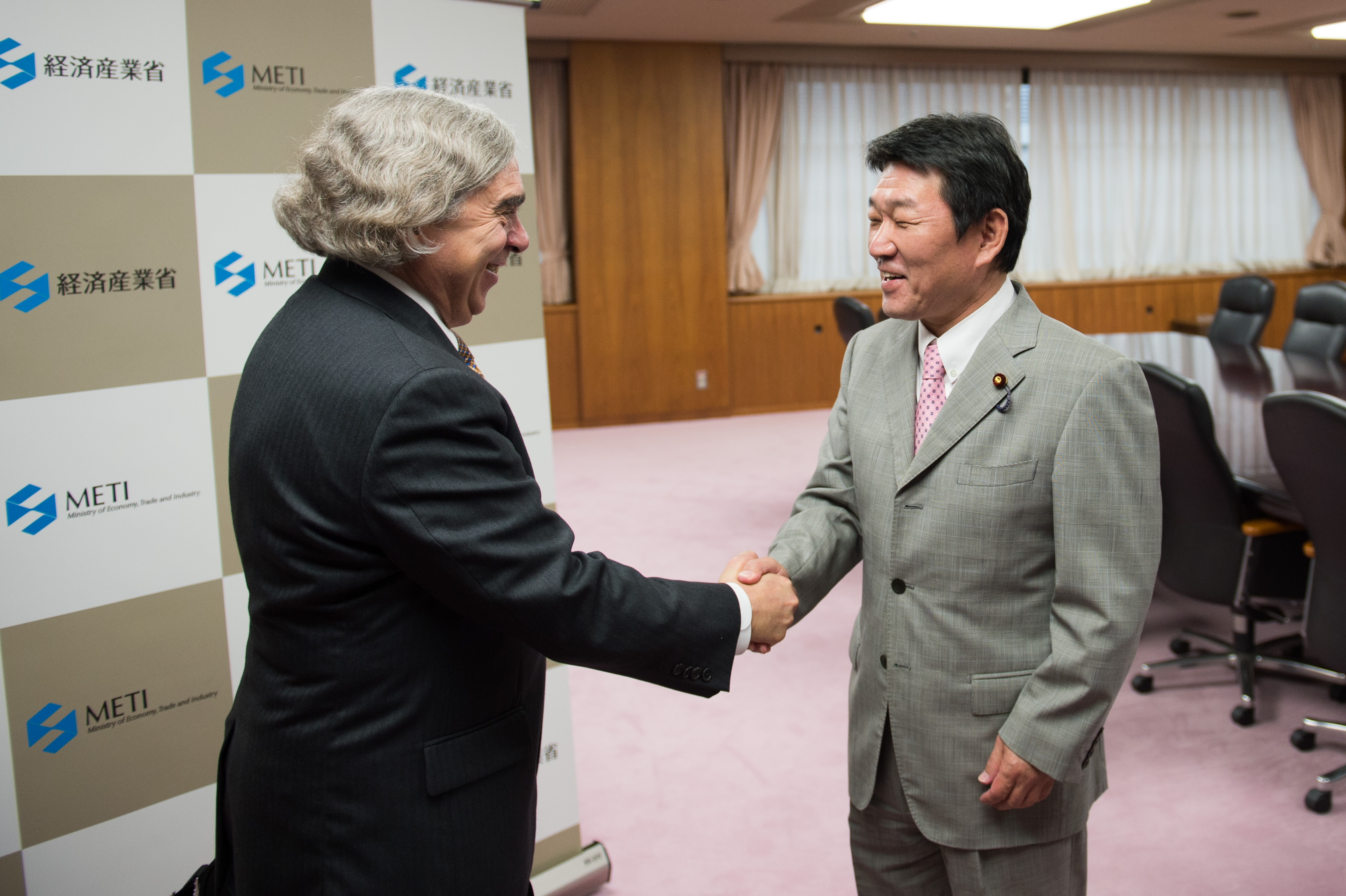
米国のアーネスト・モニツエネルギー長官と（2013年10月31日）
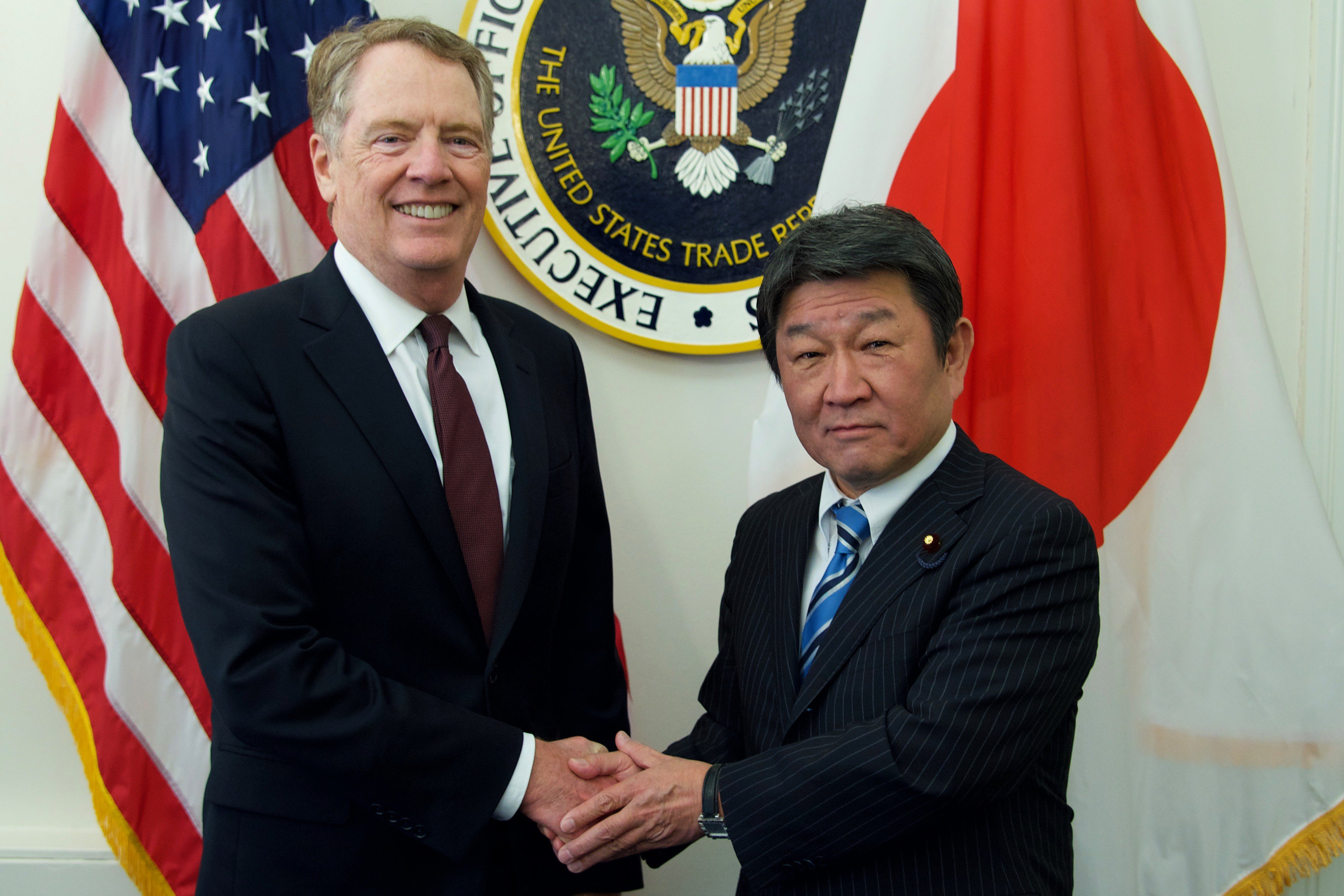
米国のロバート・ライトハイザー通商代表と（2019年4月16日）
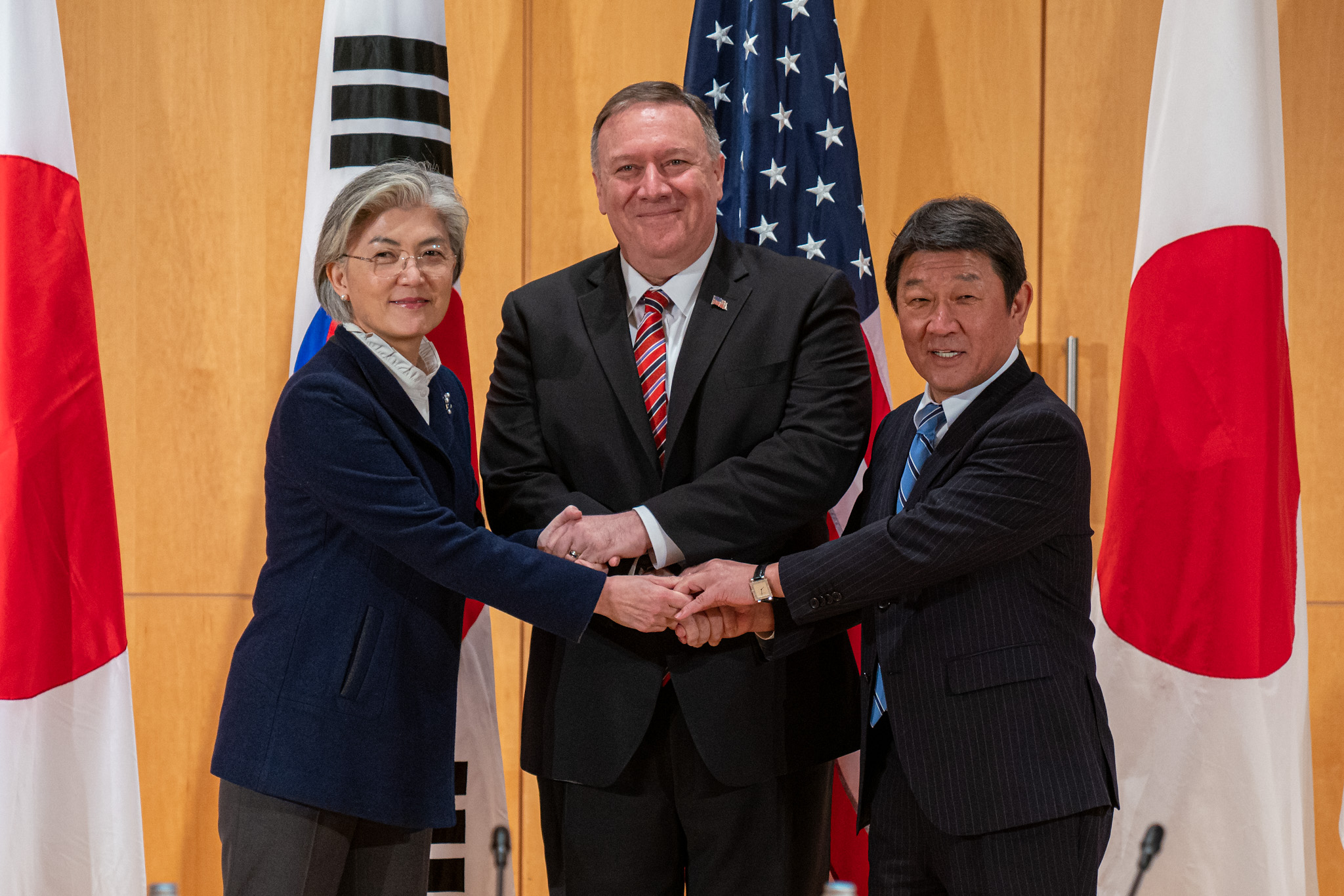
左から韓国の康京和外交部長官、米国のマイク・ポンペオ国務長官、茂木（2020年2月15日）
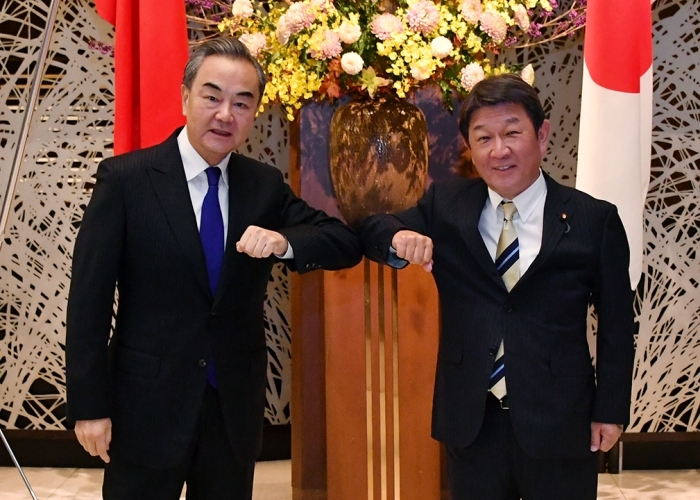
中国の王毅国務委員兼外交部長と（2020年11月24日）

## 政策・主張

### 経済・財政

#### 財政政策
- 2024年の総裁選出馬にあたり、茂木は税率を上げないと税収は上がらないという考え方が財務省の古い発想であるとして批判し、増税することなく経済成長の促進によって防衛力増強や子育て支援強化等の政策に必要な財源の確保が達成できると主張している[33]。

#### 産業振興
- 2014年、経産相在任時、同年度の与党の税制改正大綱で自動車取得税の税率の引き下げ、自動車重量税・自動車税のグリーン化措置の拡充等が決定されたと述べ、引き続き車体課税の見直しに取り組んでいく方針を示した[34]。なお、普通自動車と軽自動車とで、どちらを優先するかについては無回答であるが、茂木自身は軽自動車派と目されており[35]、「軽自動車税については、税率を引き上げることを決定されたわけでありますが、対象を来年ではなくて再来年、平成27（2015）年度以降の新規に取得した新車にまず限定をする。更には農業者や中小企業者等の負担を考慮して、自家用乗用車以外については税率の引き上げを1.25倍に抑える。…。引き続き軽自動車が地方における生活の足として果たす役割も踏まえつつ、軽減措置、これの具体的内容の検討を含めて、しっかりと対応してまいりたいと考えております。」と述べている[36]。
- 2024年の総裁選出馬にあたり、地方に戦略分野の拠点を構築し投資することにより地方の経済成長を推進し、結果として「東京一極集中の是正」を図る考えを明らかにした。半導体の製造拠点やデータセンターを地方に立地させ戦略分野での雇用を創出するとともに、地方大学のそれぞれにその土地で栄える産業と結びついた得意分野を最先端レベルに磨く補助をすることで、「知の一極集中」も是正するとしている。また、農林水産業の付加価値向上を達成するために国土の7割を占める中山間地域への支援を行うとしている[37]。

#### 公共事業
- 2012年、政調会長として「防災の考え方に立ち、有効需要を作る」として、国土強靱化基本法案を作成[38]。茂木は「公共事業の大幅増を打ち出した。「国土の均衡ある発展」を基本理念として大胆なインフラ整備で大規模災害に備える内容。高速道路や新幹線、港湾の整備、原発の安全確保などの事業を10年間で集中的に進める。」としている[38]。朝日新聞は「公共投資を重視して建設業界などの支持を広げる狙いもある。さらに、消費増税法案への協力と引き換えに自民党の法案受け入れを迫り、民主党政権が掲げてきた『コンクリートから人へ』の理念を打ち砕きたい考えだ。」[38]、「公共事業に10年間で200兆円をつぎ込む内容だ。」と報じた[38]。

### 人材・雇用

#### 地方公務員給与削減
- 政調会長在任時、地方公務員の人件費の削減を主張した[39]。「茂木氏は『国の努力と比べ、地方の努力はどうなのか検討する必要がある』と述べ、給与削減を地方公務員にも波及させることを要求」した[40]。
- 茂木は「自治労をはじめとする労働組合に依存した民主党の体質から本質的な改革に取り組めないのではないかと考えています。現在、自民党内において公務員の人件費に関するプロジェクトチームで、官民交流の促進による人員の適正化を始め、具体策を検討しているところです。政権公約において地方公務員を含めた抜本的な人件費の削減を打ち出していきたいと考えています。」としている[39]。
- 2011年、「この国会に、国家公務員の給与削減の特例法案（深掘り法案）が出てくる。「人事院勧告を実施せず、深掘り法案をやる」のが政府方針だ。一見、深掘り法案をやるならいいじゃないかと思う人がいるかもしれないが、人勧をやったうえで深掘り法案をやらなければいけない。国家公務員は50代以上が極めて給与が高いが、深掘り法案では下がらない。人勧の実施で下げなければいけない。人勧の実施は、国家公務員だけでなく、地方公務員の給与の問題にもつながっていく。人勧を実施しなかったら、地方公務員の給与にノータッチということになってしまう。今の政権は組合に依存しているので、地方の公務員の給与に触れられるのは嫌だからだ。」と主張。地方公務員のさらなる給与削減を打ち出す[41]。

#### 国家公務員制度改革
- 政調会長在任時、国家公務員の給与削減の三党合意実現に尽力した[42]。
- 2012年、国家公務員の採用の抑制について、民主党政権で、国家公務員の新規採用を平成21（2009）年度に比べて6割削減する方向で調整が進められていた点について、「就職氷河期が続く状況」にあって、「若者の採用を絞り込みながら定年世代の雇用を延長すること」は、「本来切り込むべきところに全く切り込まないで、新規採用の抑制という極めて安易な、しかも間違った方向を選択しているものと考えています。」としている[39]。民主党政権による取組みでは「新陳代謝が組織として進まなくなる問題点が発生すると考えています。」としている[39]。

#### 働き方改革
- 働き方改革特命委員会において、女性や若者の就業支援強化に、3年間で8000億円の財源を確保した[43]。

### 外交
- 東南アジア地域については、主要4カ国を訪問する予定を明らかにし、「自由で開かれたインド太平洋」構想を推進しているが、実際には訪問していない。これは東南アジア諸国連合（ASEAN）との関係強化の一環である。WEB寄稿では、日本外交の基本構想として「インド太平洋戦略」と名ぜられている[44]。「ここまで私が述べてきた「ルールを守る」「ルールを作る」「選択肢を増やす」という外交政策は、まさに日本外交の基本構想である「自由で開かれたインド太平洋」の本質をなすものです。…。既存大国と新興勢力がせめぎ合う現在だからこそ、「力」によって自らの主張を押し通すのではなく、まず第1に、国際社会のルールにのっとって解決策を見いだすこと。そして、2つ目として経済・社会・技術革新など、さまざまな変化に対応した新たなルール作りを通じて、より持続可能な国際秩序へ脱皮していくこと。これこそが日本外交の目指すべき方向ではないかという結論に至っています」と発言[44]。「茂木外交」とＷEB上でジャーナリスト・歳川隆雄寄稿によりzakzakで投稿された[44]。

### 教育・子育て・社会保障

#### 人づくり革命
- 2017年、経済再生担当相在任時、「人づくり革命」の一環として、幼児教育・保育の無償化などを中心に検討する考えを示した[45]。
- 2017年、人づくり革命担当相在任時、大学など高等教育の無償化の対象となる学生の進学先を限定する方針を示した[46]。これによれば産業界から受け入れられる人材を輩出するような大学を優先的に無償化するとのことである。

#### 児童手当の所得制限
- 茂木は2023年1月25日の第211回国会の代表質問で、「児童手当の所得制限をなくすべき」と主張したが、同年29日のNHKの番組で、立憲民主党の岡田克也幹事長が所得制限を主張していたのは自民党だと批判を受け、「反省する」と述べた[47]。

#### 社会保障
- 高齢者支援に偏る現行の制度から「全世代型社会保障制度」への転換を主張し、その旗振り役として知られる[48]。
- 2024年の総裁選出馬にあたり、デジタル技術を活用することで各国民の経済状況をより細やかに反映した社会保障の構築を目指すとした。高齢者であっても「余力のある人には払ってもらい」、若い人でも生活が「困難な人への負担軽減と支援拡大」を図るとした[37]。

### その他
- 2000年7月のインタビュー「e-デモクラシー ～若手政治家の気概を問う～」において、国家ビジョンは「日本を多様性のある多民族社会に変える」こととしている[49]。
- 2000年時点では外国人の地方参政権付与に賛成していたが[49]、民主党が外国人参政権を推し進めた際には外国人参政権反対の党パンフレットを配布し[50]、12年と14年の朝日東大の共同調査では外国人参政権に反対としている[51]
- 2000年時点では英語を第二公用語にすることを主張している[49]。
- 2014年時点では選択的夫婦別姓制度導入について、「どちらとも言えない」としている[52]。
- 同性婚制度導入について、2021年衆院選の毎日新聞の調査に「無回答」[53]。
- 受動喫煙防止を目的に飲食店などの建物内を原則禁煙とする健康増進法改正について「厳しすぎる」として反対している[54]。
- 2022年7月8日、安倍晋三元総理が奈良市で銃撃される事件が発生[55]。日本でも、7月11日午後から、世界平和統一家庭連合（旧統一教会）と政治家との繋がりが大手メディアで取り沙汰されるようになった[56][57]。7月26日の会見で、霊感商法などの問題を抱える統一教会と自民党所属議員の関係について問われた際、「自民党として、組織的な関係がないことはすでにしっかりと確認している。党としては一切関係ない」と明言した[58]。8月8日、「これからは関係を持たないということが基本だ」と語った[59]。

## 人物

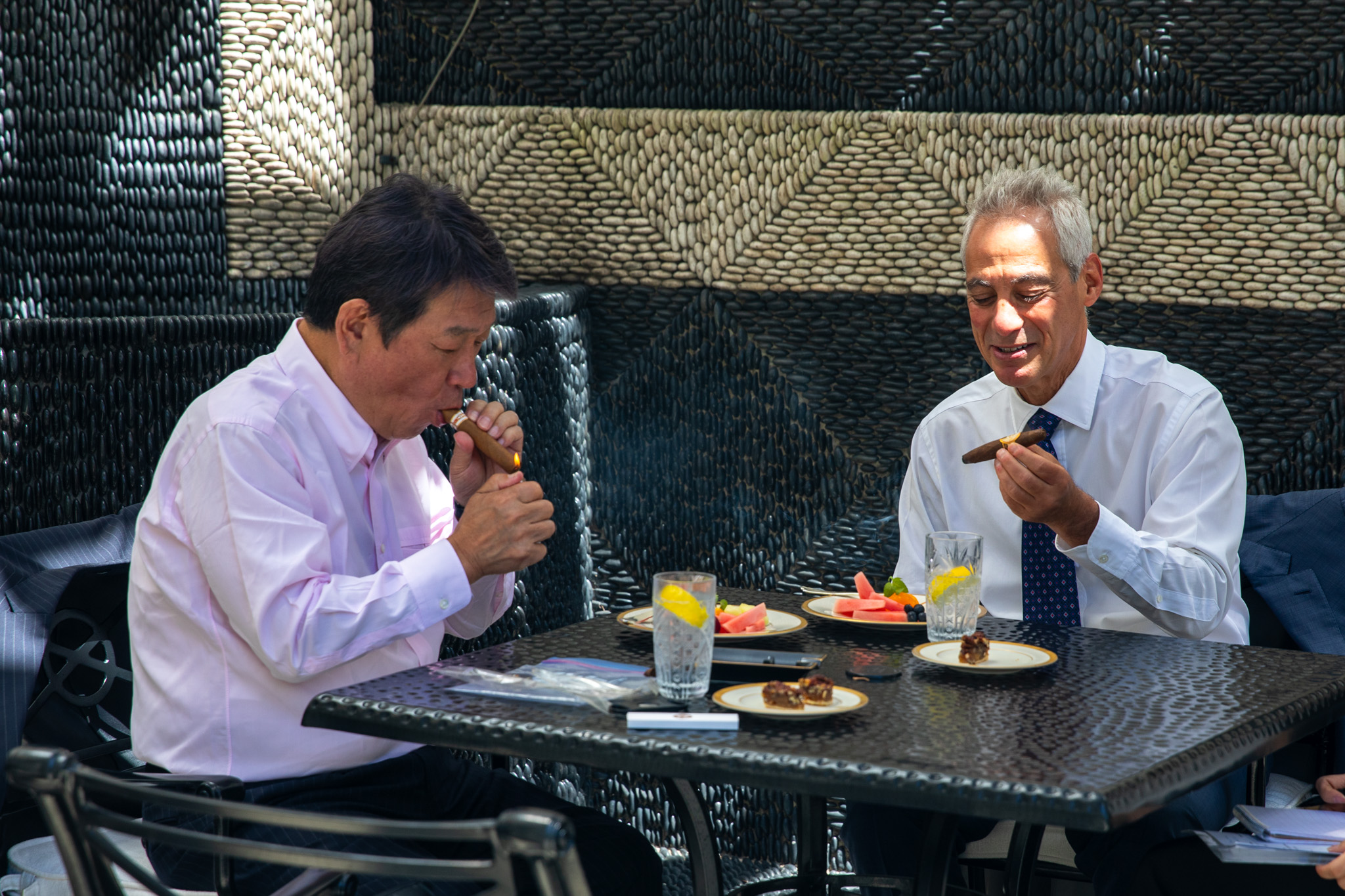
ラーム・エマニュエルと共に葉巻を吸う茂木

### 趣味・嗜好
- ヘビースモーカーであり[60]、2021年現在はセブンスターを吸っている[61]。
- 「いざという仕事のときほど、ランチも失敗しない『安定感』が重要だ」と話し、サンドイッチを好む[62]。

### 性格
- 感情の起伏が激しく、すぐ後輩議員や役人などに怒鳴り散らすことから『瞬間湯沸かし器』との異名を持っている[63][64]。
- 政策通で官僚に求めるレベルが高く、機嫌を損ねると厳しくあたることがあるとされる。そのため官僚間では『茂木さん対処マニュアル』が作成され読み込まれている[65]。官僚の間では、西野カナの『トリセツ』にちなんで、「茂木敏充外相の“超忖度トリセツ”」マニュアルが共有されている。これによれば、栄養ドリンクには「メガシャキ」が指定されている。水は可能な限り「エビアン」が推奨されている[66]。
  - なお茂木本人は、2024年のインタビューで、そもそも普段事務所に入れている水は「エビアン」ではなく「南アルプスの天然水」だと述べている[67]。

トリセツの主な項目
以下は、大衆向け情報誌の週刊朝日およびFRIDAYが、「茂木敏充外相の“超忖度トリセツ”」の内容として報道したものである。
| 項目                     | 内容 |
| ------------------------ | --- |
| 食事                     | - 嫌いな食べ物 煮物全般、酢の物、ゴマ豆腐、キャビア、サーモンサンドイッチ、硬いパン（ベーグル、フランスパン等）、餡かけのもの全般、フカヒレ、冷やし中華、長崎ちゃんぽん、スイカ、メロン（夕張メロンは除く）、和菓子全般、洋菓子全般。 - ご飯ものよりも麺類やパン。 - ハンバーガーはオーソドックスなもの、カレーは辛口なものを好む。 - 夜食にカップラーメンやカップ焼きそば（ペヤングソース焼きそば） - 軽食 甘いパン（デニッシュ等）やヨーグルトやフルーツ（バナナ等）。甘いパンは実際に大臣がどれを選ぶのかが分からない（当日の気分次第）ため、可能な限り全ての種類を持ってきて、大臣に一つか二つ選んでもらい、別のお皿に取ってもらう形式とすること。 - ルームサービス等で麺類を注文する際には、大臣に提供するタイミングについて細心の注意を払うことが必要。暖かい麺類の場合はのびないように、冷たい麺類の場合は固まらない（硬くならない）ように、ちょうど良いタイミングで提供することが必要（中国出張の際のトランジット先のソウルで、（中略）冷麺ができてから大臣に提供するまでのタイミングが20分ほどずれてしまい、麺がかたまっていた冷麺を大臣にそのまま提供してしまったため、かたくて食べられないと大激怒していた）。 |
| 飲み物                   | - エビアン（ない場合はほかの銘柄でも可）。氷は不要。大臣宿泊部屋、勉強会部屋、バイ会談部屋、省内に要常備。 - お〜いお茶（熱いものより冷たいもの。水やコーラ、コーヒーより飲む頻度は低い）。 - コカコーラゼロ（可能な限り。ない場合はコカコーラやダイエットコカコーラでも可）。 - アイスコーヒー（ブラック） その都度、ホテル側にお願いしてもすぐには運ばれてはこないため、事前にロジ担当者はポット等でコーヒーを注文し、それをロジ室の冷蔵庫で常に冷やしておいて、大臣からアイスコーヒーを要望されたら、すぐに氷をホテルからもらって、アイスコーヒーを作り、すぐに大臣に提供できるようにすること。 - 栄養ドリンクはメガシャキ・葛根湯ドリンク・ユンケルの3本セットを日本から要持参。 - お酒は主にワインとビールを好む。 |
| タバコ                   | - プライオリティ最優先。ありとあらゆる場所で吸える環境を整えることが必要。吸えるか吸えないかで機嫌が大きく変わる。 - セブンスター、ネオシーダー、葉巻（シガリオ） |
| 移動 （1）全般           | - 気が短く、無駄が大嫌いなため、自分の思った通りのスケジュールでないと機嫌を損ねる可能性が高い。 - 飛行機に乗る時間は常にギリギリが求められる一方で遅刻や飛行機の乗り遅れは禁物である。 |
| 移動 （2）フライト・空港 | - 日本航空は可能な限り避ける（過去にトラブルになったことがあり、本人曰く「最悪な航空会社」）。全日空については日本航空よりは良い印象があるが、CAの対応が外資系に比べて過剰なため、あまり良い印象を持っていない。国内の移動は公私を問わず殆ど全日空を使用。 - 外資系の航空会社で全く問題ない。特にエミレーツ航空はお気に入りで、CAのしつこくない対応が良い。シンガポール航空も好印象。 - 韓国の航空会社（大韓航空、特にアシアナ航空）は絶対に避けること。全般的に対応が悪い上に融通が利かないため。 - 腰の調子が悪いときはエアウィーヴを使用する。エアウィーヴの横幅が50cmあるため、ファーストクラスやビジネスクラスの椅子にエアウィーヴが使用できるか事前に確認すること。 - 日系・外資系問わず、ファーストクラス設定のあるフライトを選ぶこと。 |
| ホテル                   | - 枕周辺のコンセントを使用して携帯電話を充電することが多い。BFタイプのコンセントような3つ穴形状の場合は変換プラグをうまく使用できずトラブルになる可能性が高いため、事前にホテルで変換プラグを借りる等をしておいた方が望ましい。 - 宿泊施設のホテル案内やルームサービスメニューや雑誌等の書籍が置かれていることを嫌うため、事前に取り除いておく必要がある（机の中にしまっておく等）。 - ウェルカムフルーツも置いてある場合はすぐに撤去するよう指示があるため、事前にホテルに断っておくか、置いてしまっておくようにする。 - 本人の宿泊部屋にホテルのフロント等から直接電話してこないようホテルに徹底させること。 - 宿泊室の備品等の動作確認や使用方法を事前に確認しておく。使用方法がわからない場合や、破損等で使用できない場合はあらかじめ撤去しておくこと。 - ホテルの滞在中にマッサージ（可能な限り女性マッサージ師）、サウナ、プール等を要求されることが多いので、喫煙の可能性やこれら3点の料金や営業時間もホテルの選定の基準にする。 |
| おみやげ                 | - 持っていくものはお皿なら益子焼か相馬焼のどちらか。最近は小さな杯が2つ入ったものを持っていくことが多い。要相談。 - 現地で買うものは自分で時間を作って買うことが多い。最低限のカードが使える店に連れて行き、通訳と、商品知識があり日本円にすぐに換算できる大使館員を同行させる。 |
| 視察                     | - 工場や企業の視察は極力短くするよう先方と事前に調整しておく。国内外問わず1箇所あたり20分程度。 - 市内視察は歴史に非常に興味があるので視察先をいくつか要準備。かなり詳しい説明者も。 |
| 広報対応                 | - 海外出張等では自身のフェイスブックに頻繁に情報発信する。内容は仕事のものから現地の人々の生活状況も含まれる。基本は広報担当者がサブ担当と相談しながら文章を考え、自身に確認、細かい指示のもとに多くの写真を撮り、本人が選んでいる。 |
| その他                   | - 朝が非常に弱い。 - 忘れ物が多い。 - 疲れがたまって時に顔を拭く、または鼻をかむときにおしぼりが求められる（温かいものか冷たいものかは気分次第）。 - 現地到着後すぐに公務がある場合は、現地の貴賓室で着替えるとともにT字剃刀にて髭を剃る可能性があるため、T字剃刀がきちんとセットされているかどうかを確認する。 |

### 思想・信条
- ハーバード大学・ケネディスクール留学時、ネゴシエーション（交渉）の授業で使用した『GETTING TO YES』に記されていた「お互いが利益を得る代替案を作り出すことが交渉を成功させる秘訣だ」「相互の情報量の差が交渉力の違いにつながる」といった考え方が、閣僚として通商交渉を担当した際に役立ったと述べている[70]。「労使交渉のようなロールプレー（役割演技）では、一方が強気になりすぎるとお互いに損することもある。だからこそ、「お互いが利益を得る代替案」を作り出さないといけないことがわかる。」としている[70]。

### 評価
- 産経新聞は「豊富な知識と頭の回転の速さ、高い説明能力は党内随一といっていい。」と評した[71]。
- 中山泰秀外交部会長は、「もてぎの『も』は（予算を）もぎ取るの『も』だ」と激励した[72]。
- 安倍政権時代には「ポスト安倍」のひとりに挙げられる[73]など、将来の総理候補と見做されている。2019年には「外務大臣として課題が山積する険しい新たな頂にチャレンジすることになった。頂に立ったときに、その先にどんな景色が見えているか、楽しみにしている」と述べている[74]。2020年2月、安倍晋三首相は、「東京都内で開かれた民放解説研究会の会合で、自らの後継「ポスト安倍」候補を紹介する場面があった。会場に居合わせた茂木敏充外相、自民党の下村博文選対委員長、甘利明税制調査会長を指した。」とあり、最終候補レースに残っている[75]。
- 「極めて優秀だが部下や後輩に厳しい」とされており、竹下派内部では若手議員に緊張感を持たせてしまうが、「首相の参謀として申し分のない」人物とされている[76][77]。一方で「頭脳明晰故で自他ともに厳しいのが唯一の欠点」[78]、「能力は抜群だが、人望がない」とも評される。外相に就任してからは怒鳴ることが少なくなったとされる[79]。

### その他
- 村上ファンドに出資した政治家や財界人の実名と投資額・投資時期が書かれた「投資家リスト」が流出し、その中に名前が載っているとFACTAに報じられた[80]。
- 生活は夜型で、その分朝が苦手。当日の国会答弁のための早朝勉強会をやめ、外務省内に働き方改革が前進したと歓迎の声が相次いだ[81]。
- 一度見た風景や本の中身を覚える映像記憶能力の持ち主である[82][83][84]。

### 国会会議録削除問題
2007年10月の衆議院厚生労働委員会における民主党の長妻昭の「与党というものは一度でも（政府の）不祥事を追及したことがあるのか」という発言が、厚生労働委員長であった茂木により会議録から削除されていたことが判明した。これに対し、長妻は2008年2月8日、衆議院予算委員会で「今は戦前ですか? 戦時中ですか!」と与党を批判し、削除された発言の復帰を求めた。その後も国会において再三抗議し、記録の回復を求めた。2008年3月26日、茂木は長妻の発言は議場からの不規則発言に対して発言したものであるため、「発言者は、私語に応酬することができない」としている本会議先例集に基づき削除したと説明した。通常こうした行為は理事会の合意を得て行うのが慣例であり、委員長の職権で削除したのは極めて異例。国会の会議録削除は野中広務の発言以降、11年ぶりであった。2008年5月14日・28日の厚生労働委員会では、長妻が同委員会に配布予定にしていた資料（「発言者は、私語に応酬することができない」という理由で委員の発言を削除した先例は衆議院と参議院でもなかったとする資料2枚）を理事会が配布しなかったことについて抗議し、説明を求めた。茂木は理由として「理事会で不適切と判断された」「他の委員や参考人は（資料を）自分で配っている」などと説明した。

## 政治資金問題
- 2004年7月から2006年2月まで、後援会費としてライブドア元社長の堀江貴文から合計20万円の寄付を受けていた。茂木の事務所は「堀江被告が立件され、全額返還した」としている[90]。
- 2003年と2005年の選挙運動費用収支報告書を、約3700万円減額する訂正をしている[91]。茂木事務所は「選挙運動費用として予算化したが実際には使用せず、寄付もなかったため」と説明した。
- 2010年2月16日、前年の2009年に公開した資産補充報告書について、「なし」としていた株券を「2銘柄250株」と訂正し衆院事務局に届け出ている[92]。
- 後援会総連合会で、2016年から3年間、使途不明金が出ており、全体の97パーセントを占め、額にして1億2千万円に上る事が政治資金収支報告書から2020年末に判明した[93]。

- 茂木の政治資金管理団体から寄付を受けている政治団体「茂木敏充後援会総連合会」において、2020年から2022年にかけて、使途不明の支出が約9400万円存在したことが、政治資金収支報告書により明らかになった。政治資金規正法上は、資金の移転元となった資金管理団体は、使途を報告書に記載することが義務付けられる関係団体に該当するが、移転先の後援会は、支出の公開基準が緩やかな「その他の政治団体」として扱われるため、政治資金の流れのチェックが事実上不可能である[94]。その後、資金移転額が4億4000万円に及ぶことが明らかとなっていて、裏金を疑われるのは当然であるとの指摘も出ている[95]。

## 不祥事

### 年金未納問題
2004年第2次小泉内閣の特命担当大臣及びIT担当大臣在任中に年金の未納が発覚している。

### セクハラ疑惑
主要16社の番記者のうち7名が女性であり、他と比べて非常に女性比率が高いことや、女性に下ネタを言わせようとする、マジックついでに手を握る等といった女性番記者等に対するセクハラともとられかねない言動・行動が週刊新潮2016年9月29日号に掲載された。

### 公職選挙法違反疑惑
- 地元の後援会幹部に財産上の価値を持つ有価物である衆議院手帖を無償配布したことが、公職選挙法が禁じる寄付行為に該当する可能性が高い旨の報道がされた[99]。なお、衆議院手帖は憲法や国会法等が掲載された手帖で衆議院議員の持つ手帖と同一の仕様となっているもので、600円で市販されているものであり、松島みどりのうちわ配布問題を受けて、茂木の事務所がカレンダー配布をやめたのちも、配布が継続されていたとされる。
- 選挙区内の有権者に線香などを配布したとして、公職選挙法違反疑惑がかかり、2018年2月1日、秘書が少なくとも3年間配布した事実を認めたが、違法ではないと主張した[100]。

## 選挙歴
| 当落 | 選挙                   | 執行日         | 年齢 | 選挙区    | 政党       | 得票数     | 得票率 | 定数 | 得票順位 /候補者数 | 政党内比例順位 /政党当選者数 |
| ---- | ---------------------- | -------------- | ---- | --------- | ---------- | ---------- | ------ | ---- | ------------------ | ---------------------------- |
| 当   | 第40回衆議院議員総選挙 | 1993年07月18日 | 37   | 旧栃木2区 | 日本新党   | 6万1865票  | 13.76% | 5    | 1/9                | /                            |
| 当   | 第41回衆議院議員総選挙 | 1996年10月20日 | 41   | 栃木5区   | 自由民主党 | 7万7659票  | 47.47% | 1    | 1/4                | /                            |
| 当   | 第42回衆議院議員総選挙 | 2000年06月25日 | 44   | 栃木5区   | 自由民主党 | 10万8837票 | 63.61% | 1    | 1/3                | /                            |
| 当   | 第43回衆議院議員総選挙 | 2003年11月09日 | 48   | 栃木5区   | 自由民主党 | 12万4612票 | 74.09% | 1    | 1/3                | /                            |
| 当   | 第44回衆議院議員総選挙 | 2005年09月11日 | 49   | 栃木5区   | 自由民主党 | 12万5773票 | 68.93% | 1    | 1/2                | /                            |
| 当   | 第45回衆議院議員総選挙 | 2009年08月30日 | 53   | 栃木5区   | 自由民主党 | 10万1383票 | 51.67% | 1    | 1/3                | /                            |
| 当   | 第46回衆議院議員総選挙 | 2012年12月16日 | 57   | 栃木5区   | 自由民主党 | 10万1533票 | 67.31% | 1    | 1/3                | /                            |
| 当   | 第47回衆議院議員総選挙 | 2014年12月14日 | 59   | 栃木5区   | 自由民主党 | 10万1514票 | 76.54% | 1    | 1/2                | /                            |
| 当   | 第48回衆議院議員総選挙 | 2017年10月22日 | 62   | 栃木5区   | 自由民主党 | 8万9403票  | 61.95% | 1    | 1/3                | /                            |
| 当   | 第49回衆議院議員総選挙 | 2021年10月31日 | 66   | 栃木5区   | 自由民主党 | 10万8380票 | 77.36% | 1    | 1/2                | /                            |
| 当   | 第50回衆議院議員総選挙 | 2024年10月27日 | 69   | 栃木5区   | 自由民主党 | 9万9897票  | 63.01% | 1    | 1/4                | /                            |

## 栄典
- ブルガリア：マダラの騎士勲章 - （2019年12月23日）

## 所属団体・議員連盟
- 自民党たばこ議員連盟[101]
- 日本会議国会議員懇談会
- 神道政治連盟国会議員懇談会
- 国際観光産業振興議員連盟[102]
- 速やかな政策実現を求める有志議員の会（代表世話人）
- 自由民主党朝鮮半島問題小委員会（幹事長）
- 日韓議員連盟
- 日朝国交正常化推進議員連盟
- 足利市倫理法人会（顧問）[103]
- 天皇陛下御即位二十年奉祝国会議員連盟（常任幹事）
- 資産運用立国議員連（会長代行）[104][105]